# ساگی برتون
ساگی برتون (انگلیسی: Sagi Burton؛ زادهٔ ۲۵ نوامبر ۱۹۷۷) بازیکن فوتبال اهل بریتانیا است.
از باشگاه‌هایی که در آن بازی کرده‌است می‌توان به باشگاه فوتبال کریستال پالاس، باشگاه فوتبال پیتربورو یونایتد، باشگاه فوتبال کولچستر یونایتد، باشگاه فوتبال کرو آلکساندرا، باشگاه فوتبال شفیلد یونایتد، باشگاه فوتبال بارنت، باشگاه فوتبال پورت ویل، و باشگاه فوتبال شروزبری تاون اشاره کرد.
وی همچنین در تیم ملی فوتبال سنت کیتس و نویس بازی کرده‌است.